# SAS: На страже будущего
SAS: На страже будущего (оригинальное название «SAS: Secure Tomorrow») — компьютерная игра, разработанная польской компанией City Interactive и вышедшая в 2008 году. Игра вышла 15 сентября 2008 года в Польше, а русскоязычная версия была выпущена компанией Новый Диск.